# John James Audubon

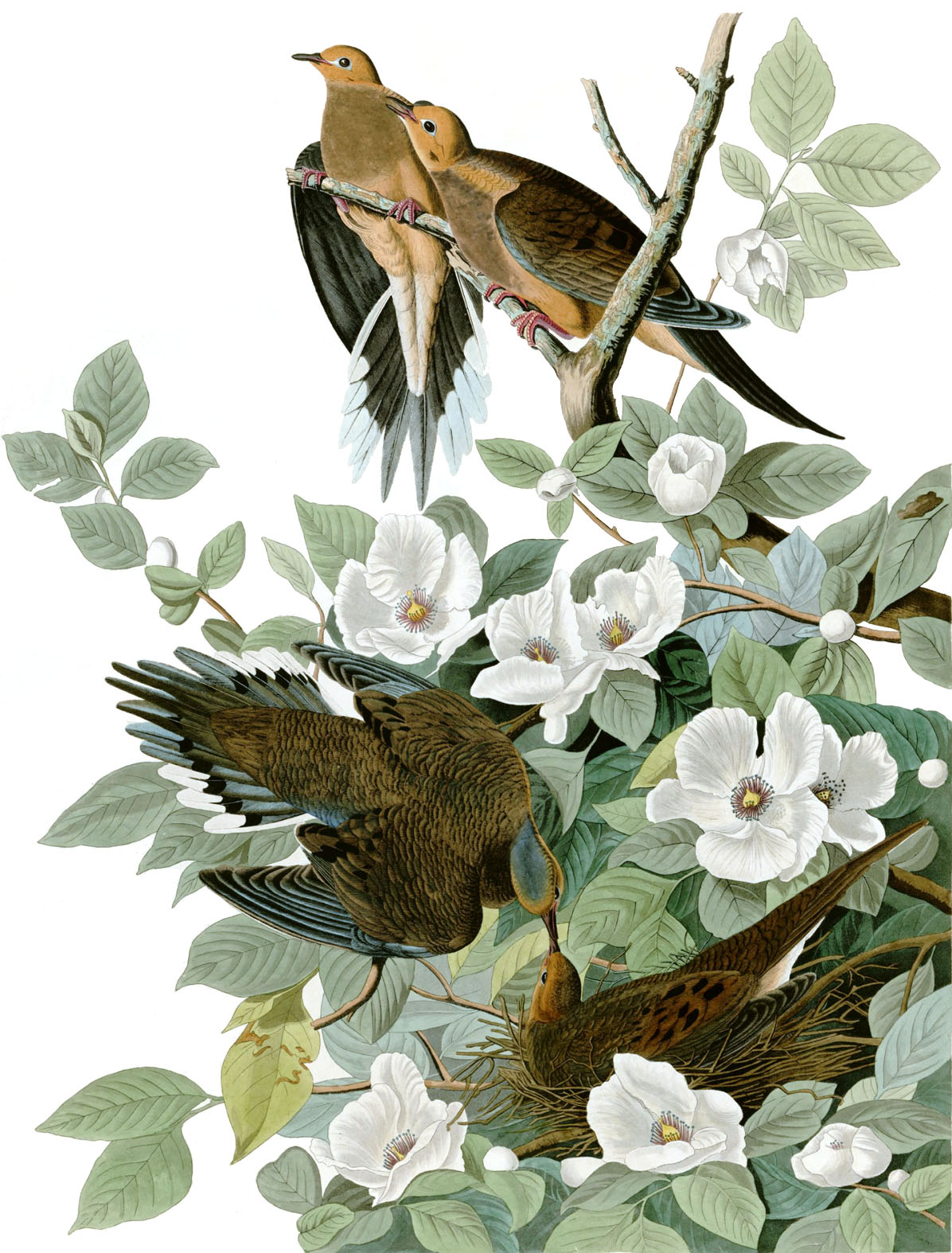
Obraz hrdličky karolinské z knihy Birds of America

John James Audubon (26. dubna 1785, Les Cayes, Haiti – 27. ledna 1851, Manhattan, New York) byl francouzsko-americký ornitolog, přírodovědec a malíř.
Audubon se narodil na Haiti a v roce 1803 imigroval do Spojených států, kde pobýval až do své smrti. Za svůj život objevil a popsal celkem 25 nových druhů a 12 poddruhů. Byl také členem Linného společnosti a Královské společnosti v Edinburghu a Londýně. Jeho dílo Birds of America z let 1840–1844 bývá dodnes považováno za jednu z nejvýznamnějších ornitologických prací a obsahuje na 497 obrazů a přes 700 popisů severoamerických ptačích druhů. Audubona třikrát citoval např. i Charles Darwin ve své knize O původu druhů.